# Danielle Bisutti
Danielle Bisutti (* 1. Oktober 1976 in Simi Valley, Kalifornien) ist eine US-amerikanische Schauspielerin und Sängerin.

## Leben
Danielle Bisutti wuchs in Los Angeles als Tochter eines Set-Dekorateurs für Film und Fernsehen auf. Sie studierte an der California State University, Fullerton und machte dort einen Abschluss im Bereich Schauspiel und Musicaltheater.
Ihre erste Fernsehrolle hatte sie im Jahr 2000 in der Pilotfolge der Fernsehserie Strip Mal. 2001 war sie bei Dharma & Greg zu sehen. In den nächsten Jahren folgten unter anderem Rollen in Charmed – Zauberhafte Hexen, Cold Case – Kein Opfer ist je vergessen, Two and a Half Men und O.C., California. Von 2008 bis 2011 spielte sie in der Nickelodeon-Serie True Jackson die Rolle der Amanda Cantwell.
Für das Videospiel God of War lieh sie der Rolle der Freya ihre Stimme und mittels Motion Capture auch ihr Aussehen.

## Filmografie (Auswahl)
- 2000: Strip Mal (Folge 1x01)
- 2001: Dharma & Greg (Folge 4x15)
- 2003: Andy Richter und die Welt (Andy Richter Controls the Universe, Folgen 2x10–2x11)
- 2003: Charlie Lawrence (Folge 1x05)
- 2003: Charmed – Zauberhafte Hexen (Charmed, Folge 6x08)
- 2003–2005: O.C., California (The O.C., 5 Folgen)
- 2004: Tropix
- 2004: Boston Legal (Folge 1x06)
- 2006: Two and a Half Men (Folge 4x09)
- 2007: Cold Case – Kein Opfer ist je vergessen (Cold Case, Folge 5x04)
- 2007–2008: Without a Trace – Spurlos verschwunden (Without a Trace, 3 Folgen)
- 2008: Die Zauberer vom Waverly Place (Wizards of Waverly Place, Folge 1x21)
- 2008–2011: True Jackson (True Jackson, VP, 58 Folgen)
- 2009: No Greater Love
- 2010: Bones – Die Knochenjägerin (Bones, Folge 6x01)
- 2011: Body of Proof (Folge 2x01)
- 2011–2012: CSI: Miami (3 Folgen)
- 2012: Castle (Folge 4x20)
- 2012: Criminal Minds (Folge 8x03)
- 2012: Navy CIS (Folge 10x10)
- 2012: Leverage (Folge 05x05)
- 2012: Last man standing (Folge 01x14)
- 2013: Grey’s Anatomy (Folge 9x15)
- 2013: Anger Management (Folge 2x07)
- 2013: Curse of Chucky
- 2013: Insidious: Chapter 2
- 2014: Back in the Day
- 2014: Beauty and the Beast (Folge 2x20)
- 2014: Matador (Fernsehserie, 2 Folgen)
- 2014: Happyland (Fernsehserie, 2 Folgen)
- 2015: Newsreaders (Folge 2x14)
- 2015: Rizzoli & Isles (Folge 5x18)
- 2015: Faking It (Folge 2x13)
- 2015: Ich war’s nicht (I Didn’t Do It, 2 Folgen)
- 2015: Navy CIS: L.A. (NCIS: Los Angeles, Folge 7x05)
- 2016: Dr. Ken (Folge 1x17)
- 2017: Mom (Folge 5x04)
- 2018: Insidious: The Last Key
- 2018: Nanny Killer (Fernsehfilm)
- 2019: Greenlight
- 2019–2021: George – Ritter wider Willen (Dwight in Shining Armor, 31 Folgen)
- 2021: Mother F*cker! (Folge 1x02)